# Дельта-E
Thor Delta E или Delta E — американская ракета-носитель семейства Дельта, использовавшаяся с 1965 до 1971 года.

## История разработки
В 1965 году в NASA началась разработка новой ракеты семейства Дельта. В первое время были разработаны две ракеты: ракета Thor имеющая кодовое название конфигурации —  DSV-2C и вторая ракета Дельта Е, которую составили из основ предыдущих моделей. Для первой модели были спроектированы три твердотопливных ракетных двигателя Castor-1, а для второй модели, двигатели Альтаир-2 и ступени FW-4D. Вскоре Дельту Е переименовали в Дельту Е1 (после модернизации). После множества испытаний выбрали ракеты Дельта Е и Дельта Е1, а разработку Thor закрыли. Вскоре ракеты снова переименовали: с Дельта Е и Дельта Е1 на Тор Дельта Е и Тор Дельта Е1 (Thor Delta E и Thor Delta E1).
Всего полётов ракеты Дельта Е было 6, а ракеты Дельта Е1 — 17.